# تقسيم الوكلاء والسموم المختارة
تقسيم الوكلاء والسموم المختارة تقسيم الوكلاء والسموم المختارة  شعبة الوكلاء المختارة والتوكسينات (DSAT) من مراكز مكافحة الأمراض والوقاية منها هي المسؤولة عن برنامج الوكالة المختارة وبرنامج ترخيص استيراد العوامل الاتيولوجيك. وتفحص مختبرات أكثر من 300 منظمة معتمدة على استخدام ونقل عوامل مختارة، وضع اللوائح التنظيمية للحد من المخاطر في استخدام هذه العوامل البكتيرية والسموم. وتحقق منظمة الصحة العالمية في الحوادث المتعلقة بالاستخدام المختبري لعوامل وسموم مختارة، وتشير الحالات إلى مكتب التحقيقات الفيدرالي ومكتب المفتش العام في مكتب الصحة والصحة والسلامة عند الضرورة.
ما نقوم به
ما نقوم به من أبحاث علمية في المختبرات، وخاصة فيما يتصل بالعوامل والسموم المختارة، يؤدي إلى اكتشافات قادرة على إنقاذ الأرواح والمساعدة في حماية صحة وسلامة وأمن الشعب الأميركي. ولأن هذا البحث مهم للغاية، فإن مراكز السيطرة على الأمراض تعمل على ضمان إجراء هذا البحث بأكبر قدر ممكن من الأمان والأمان. ولتحقيق هذه الغاية، تشرف شعبة الوكلاء السميسين في مراكز السيطرة على الأمراض على برنامجين مهمين: الرمز الخارجي لبرنامج Select Agent الاتحادي وبرنامج تصريح الاستيراد. ما هي العوامل والسموم المختارة؟ العوامل المختارة
إن بعض العوامل والسموم المختارة هي مواد بيولوجية تنطوي على إمكانية أن تشكل تهديداً خطيراً للصحة والسلامة العامة، أو صحة الحيوان والنبات، أو منتجات الحيوانات أو النباتات. ومن الأمثلة الشائعة على عوامل وسموم مختارة الكائنات الحية التي تسبب الجمرة الخبيثة والطاعون الدبلي والجدري، فضلاً عن السموم في الريسين.
كيف نقوم بذلك
برنامج العميل الاتحادي المتميز للمساعدة على ضمان التعامل مع المواد البيولوجية التي يحتمل أن تكون خطرة بأمان وأمان، يتم إجراء الأبحاث مع عوامل وسموم محددة في مختبرات مسجلة مع برنامج العميل الاتحادي (FSAP). ويدير البرنامج بشكل مشترك وزارة الزراعة والتجارة والخدمات المحددة من وكالة الزراعة التابعة لدائرة التفتيش على صحة الحيوان والنبات (أو وكالة الزراعة الزراعية (أو شركة الزراعة الزراعية). ينظم DSAT العوامل التي تسبب المرض في البشر، بينما ينظم AgSAS العوامل التي تسبب المرض في الحيوانات والنباتات. برنامج تصاريح الاستيراد ينظم برنامج تصاريح الاستيراد التابع لمركز السيطرة على الأمراض استيراد المواد البيولوجية المعدية التي يمكن أن تسبب المرض لدى البشر لمنع إدخالها وانتشارها إلى الولايات المتحدة، ويضمن البرنامج مراقبة استيراد هذه المواد وأن المرافق التي تتلقى التصاريح تكون مناسبة تدابير السلامة البيولوجية القائمة للعمل مع العناصر المستوردة.
من خلال هذه البرامج نقوم بما يلي:
- وضع لوائح رمز خارجي للمختبرات التي تعمل مع وكلاء وسموم محددة
- إجراء عمليات تفتيش للرمز الخارجي والرمز الخارجي للتسجيل للمرافق التي تعمل مع وكلاء وسموم محددة
- فرض الامتثال للوائح للبرامج التي تعمل مع وكلاء وسموم مختارة
- إصدار تصاريح الاستيراد اللازمة لاستيراد العوامل البيولوجية المعدية والمواد المعدية وناقلات الأمراض البشرية إلى الولايات المتحدة

حقائق سريعة
العوامل والسموم المختارة هي مواد بيولوجية يمكن أن تشكل تهديدًا خطيرًا للصحة والسلامة العامة، أو لصحة الحيوان والنبات، أو المنتجات الحيوانية أو النباتية.
في عام 2018، تم تسجيل 253 كيانًا مع FSAP لامتلاك وكيل أو مادة سامة مختارة. تعمل المؤسسات الأكاديمية والحكومية غير الفيدرالية والحكومة الفيدرالية والمنشآت التجارية والخاصة مع وكلاء وسموم محددة. ينظم FSAP حاليًا 67 من العوامل والسموم المختارة. تتم مراجعة القائمة كل عامين لتحديد ما إذا كانت العوامل أو السموم تحتاج إلى إضافتها أو حذفها من القائمة.
أجرت FSAP 206 عملية تفتيش للكيانات المسجلة في 2018.
يصدر البرنامج أكثر من 2000 تصريح استيراد سنويًا. يتم إصدار معظم التصاريح لمنشآت المختبرات في الوكالات الحكومية والجامعات، أو إلى المختبرات الخاصة والتجارية التي تجري دراسات بحثية أو أنشطة تشخيصية.